# Collège Antoine-Girouard

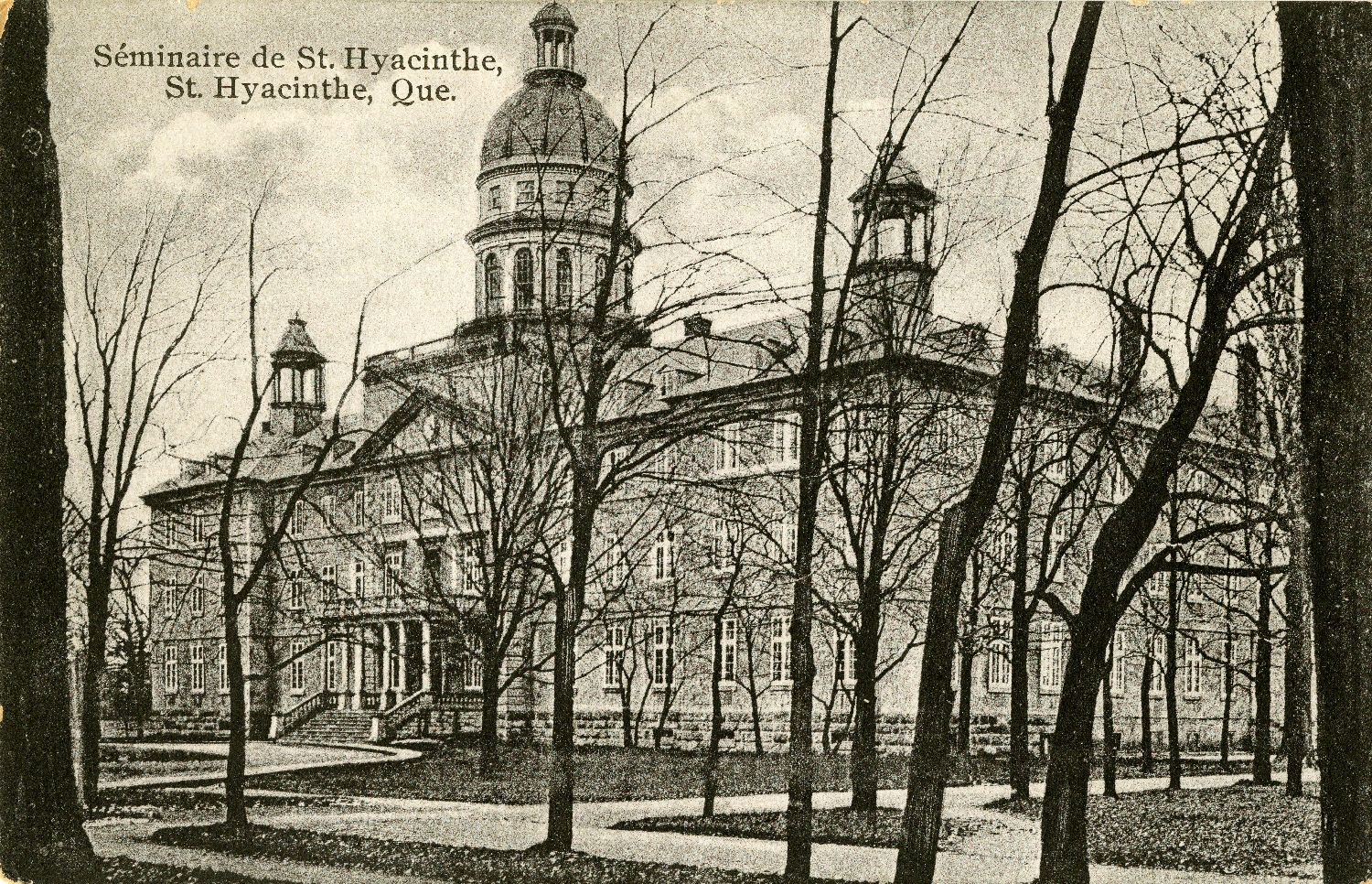
Séminaire de Saint-Hyacinthe, en 1930.

Le Collège Antoine-Girouard était une école secondaire privée mixte située à Saint-Hyacinthe, Québec, Canada.

## Historique

### Fondation
Le Collège a été fondé par messire Antoine Girouard, curé de Saint-Hyacinthe, sous le nom de Séminaire de Saint-Hyacinthe. En septembre 1811, Antoine Girouard ouvrait sa première classe de latin avec onze élèves, dans le presbytère qu’il venait de construire,.
À la fin des années 1970, le séminaire passe en mains laïques et devient l’École du Séminaire de Saint-Hyacinthe.
L'école prend le nom de Collège Antoine-Girouard en 1992et devient mixte.

## Fermeture
Le 27 février 2013, le Courrier de Saint-Hyacinthe rapporte que le Collège Antoine-Girouard serait en mauvaise posture financière et devra fermer ses portes. La rumeur s'est avérée quand le Collège et la Commission scolaire de Saint-Hyacinthe ont publié une entente par voie de communiqué. Cette dernière voulait que les activités, y compris les étudiants, les locaux et le personnel du Collège soient transférés à la Commission scolaire. Elle était conditionnelle à obtenir l'appui des syndicats des enseignants de chacune des organisations. Le syndicat des enseignants de la Commission scolaire a refusé le transfert de l'ancienneté des enseignants du Collège vers la Commission scolaire, ce qui a mené à une impasse dans les négociations. Le Collège Antoine-Girouard ferme donc définitivement ses portes à la fin de l'année scolaire 2012-2013, après plus de 200 ans d'existence,.

## Réouverture
Sous le nom d'école secondaire Casavant, la réouverture des locaux du Collège est effective dès la rentrée de l'année scolaire 2015-2016. Il s'agit désormais d'une école publique, à la suite du transfert des activités de l'école secondaire Casavant dans les anciens locaux du Collège.

## Bibliothèque
La bibliothèque du Séminaire de Saint-Hyacinthe existe depuis la fondation du séminaire en 1811. Elle contient plus de 200 000 ouvrages sur la religion, la littérature, l'histoire, des canadianas et sur divers autres sujets. Le plus ancien livre date de 1511. Il s'agit d'une Bible dans la traduction de Saint Jérôme. Cette bibliothèque est ouverte au public.

## Anciens élèves et professeurs notoires
- Émilie Duquette, animatrice et commentatrice à RDS
- Maxime Alarie (Dj Eklips)   Producteur et réalisateur musical
- Michael J. McGivney (1852-1890), prêtre catholique, fondateur des Chevaliers de Colomb
- Daniel Johnson (père) (1915-1968), homme politique, premier ministre du Quebec de 1966 à 1968
- Bernard Lagacé (1930-), musicien
- Charles Laberge (1827-1874), homme politique
- Médéric Lanctot (1838-1877), homme politique
- Jean-Charles Prince (1804-1860), évêque
- Joseph La Rocque (1808-1887), évêque
- Amédée Papineau, homme politique
- Ernest Choquette, écrivain
- Télesphore-Damien Bouchard (1881-1962), journaliste, maire et député de Saint-Hyacinthe
- Grégoire Girard, arpenteur-géomètre et maire de Saint-Hyacinthe
- Marc Messier, acteur
- François Avard, écrivain
- Pierre Lassonde, industriel et philanthrope
- Paul Arcand, animateur et journaliste
- Pierre Arcand, homme de média et homme politique
- Gaétan Girouard, animateur et journaliste
- Laurent GIrouard (1939-2022), écrivain La ville inhumaine (1964) et fondateur des éditions Parti Pris[7].
- Raymond Saint-Pierre, journaliste
- Roger Cantin, cinéaste
- Jocelyn Demers, médecin spécialiste en hémato-oncologie
- David La Haye, acteur
- Jacques Desautels, romancier et professeur
- Yan England Girard, comédien
- Pierre Corbeil, homme politique
- Claude Gagnon, réalisateur
- Bruno Gervais, joueur de hockey professionnel
- Maxime Talbot, joueur de hockey professionnel
- Kristopher Letang, joueur de hockey professionnel
- David Laliberté, joueur de hockey professionnel
- Marc-André Bourdon, joueur de hockey professionnel
- Jean Cournoyer, ancien ministre du travail
- Guy Breton, radiologiste, professeur et 11e recteur de l'Université de Montréal
- Jean Berthiaume, militaire
- Louis-Antoine Dessaulles (1818-1895)